# Purificadora

Una purificadora de agua es una máquina encargada de filtrar agua mediante determinados sistemas mecánicos o eléctricos.  Se encarga de eliminar todo tipo de residuos químicos que puedan ser dañinos, como partículas o bacterias.  
Para realizar este proceso, cuentan con un sistema de filtros por los que circula el agua hasta llegar al grifo.  

## Tipos de purificadoras de agua
Hay algunas que son muy sencillas y consisten en un filtro que se coloca en el grifo. 
También hay otras más complejas con un sistema de filtros múltiples que te garantizan un agua más pura. Se suelen utilizar en espacios de trabajo y oficinas. 
Las plantas purificadoras de agua son plataformas hidrológicas que se encargan del saneamiento de agua procedentes de la lluvia, pozos, redes municipales y poseen 12 equipos para su funcionamiento. 

### Equipos para su funcionamiento
1. Colador: es necesario para la cloración, se compone por una bomba dosificadora y un tanque para el almacenamiento del cloro.
2. Tanque de agua colada: depósito donde se almacena el agua limpia.
3. Hidroneumático: equipo hidroneumático.
4. Filtros de carbón activado: posee la capacidad de retener colores, olores y sabores.
5. Suavizador: elimina la dureza del agua, a través del proceso de intercambio iónico.
6. Suavizadores estándar: están unidos con resina en gel de grado alimenticio.
7. Suavizadores pluses: unidos con resina en gel de alta eficiencia tecnológica.
8. Ósmosis inversa: encargados de desarrollar una de las tecnologías más importantes del proceso de potabilización.
9. Tanque de agua osmótica: es un depósito para almacenar agua procedente del proceso de ósmosis inversa.
10. Bomba de acero inoxidable: constituida por material de acero inoxidable.
11. Filtro pulidor: funcionan como retención de sedimentos y la remoción de cloro.
12. Purificador ultravioleta: equipo encargado de purificar agua a través de los rayos ultravioleta sin alterar el color, sabor u olor.

## Diferencia entre potabilizadora y purificadora de agua
La diferencia entre una potabilizadora y una purificadora de agua es principalmente que el agua potabilizadora sirve para realizar actividades diarias como lavarse los dientes, bañarse, cocinar, etc. En cambio, una purificadora de agua se obtiene a través de dispositivos instalados en los hogares. 